# Epidendrum sulcatum
Epidendrum sulcatum är en orkidéart som beskrevs av Oakes Ames. Epidendrum sulcatum ingår i släktet Epidendrum och familjen orkidéer. Inga underarter finns listade i Catalogue of Life.